# Etlingera pauciflora
Etlingera pauciflora là một loài thực vật có hoa trong họ Gừng. Loài này được (Ridl.) R.M.Sm. mô tả khoa học đầu tiên năm 1986.